# Le Port-Marly
 Le Port-Marly  es una población y comuna francesa, en la región de Isla de Francia, departamento de Yvelines, en el distrito de Saint-Germain-en-Laye y cantón de Marly-le-Roi.

## Demografía
| 3650 | 4331 | 3921 | 3518 | 4181 | 4412 |
| Para los censos de 1962 a 1999 la población legal corresponde a la población sin duplicidades (Fuente: INSEE [Consultar]) |      |      |      |      |      |